# Nacional 206
Nacional 206 ist ein Dokumentarfilm der portugiesischen Regisseurin Catarina Alves Costa aus dem Jahr 2008.

## Handlung
Seit 80 Jahren führt die Familie Oliveira an der Nationalstraße 206 im Tal des nordportugiesischen Flusses Ave eine Textilfabrik. 1200 Arbeiter produzieren dort rund um die Uhr hochqualitative Textilien für Marken wie Armani und Hugo Boss, die zu 80 % in den Export nach Deutschland, in die Vereinigten Staaten und nach Japan gehen. Alves Costa stellt den Alltag der Arbeiter in den Korridoren der Fabrik und zwischen den riesigen Maschinen dar. In Interviews sprechen sie über ihre Erlebnisse im Beruf und in der Schule.     
Der Film stand 2008 im nationalen Wettbewerb des Doclisboa.